# Ана Рупчић
Ана Рупчић je првакиња опере, сопран у Народном позоришту у Београду.

## Биографија
Ана Рупчић је рођена у Ужицу, где је завршила нижу музичку школу, одсек- клавир. Упоредо са часовима клавира, започиње учење соло-певања са проф. Ј. Анастасијевић. Након неколико месеци побеђује на првом међународном такмичењу на Брачу (Милна) где остаје, као лауреат, још месец дана и озбиљније ради на вокалној техници са проф. З. Јепуре. Потом уписује средњу музичку школу “С.Мокрањац” у Београду, одсек-соло певање. Током школовања осваја три републичке, три савезне награде у својим категоријама, као и прву награду у категорији камерне музике. Уписује Факултет музичке уметности у Скопљу у класи проф. Милке Ефтимове.

### Успеси током студирања
Током студија остварени су значајнији успеси и то:
- Године 1998. најбољи студент на сусретима у Љубљани;
- Године 1990. победник на Мајским оперским вечерима у Скопљу – као лауреат, дебитује улогом Микаеле у опери “Кармен”;
- Године 1991. гостује као почасни гост на отварају летње сезоне у Teaтру ди Марсело у Риму  (Италија);
- Године 1992.  успех на аудицији за Оперски студио при Народном позоришту у Београду, где након две године, 1994/1995 добија стални солистички ангажман у ансамблу Народног позоришта у Београду
- Дипломирала је у класи професорке Радмиле Бакочевић, у чијој класи је 1996.године магистрира.
- У том периоду је радила и као вокални педагог у Музичким школама “С.Морањац”, “К. Манојловић” и “С. Бинички”.
- Године 2006. добија Похвалу Народног позоришта за резултате у раду од изузетног и посебног значаја и то пре свега због оствареног успеха улогом Саломе у “Саломи” (R.Strauss).
- Године 2008. са ансамблом Народног позоришта у Београду гостује у Италији (Rovigo i Ravenna) где остварује и интернационални успех улогом Саломе и тада је већ проглашена за најмлађу Салому на свету.
- Године 2008/2009 на позив Tеатар Кобленц у Немачкој, остварује још једну у низу Strauss-ових оперa “Ariadna auf Naxos“ – улога примадоне – Ариадне. Само у тој сезони је наступила више десетина пута у истоименој улози и имала исто толико концертних наступа на сцени Театар Кобленц
- Године 2010. проглашена за најбољег страног солисту у сезони.
- Гостовања остварила у: Италији, Немачкој, Хрватској, Аустрији, Македонији, Бугарској, Пољској, Румунији, Мађарској, Шведској, Израелу...
- Године 2014 добила Награду Народног позоришта за најбоље индивидуално премијерно уметничко остварење за сезону 2013/2014 (за улогу Сенте у представи „Летећи Холанђанин“ и улогу Тоске у истоименој представи.

## Представе и улоге у којима је играла
• Салома („Салома“)
• Елизабета („Дон Карлос“)
• Одабела („Атила“)
• Аида („Аида“)
• Сента („Летећи Холанђанин“)
• Тоска („Тоска“)
• Дездемона („Отело“)
• Леонора („Моћ судбине“)
• Мадалена де Коањи („Андре Шеније“)
• Манон Леско („Манон Леско“)
• Принцеза Турандот („Турандот“)

## Занимљивост
Ана Рупчић је унука Живојина Јовановића, аутора и композитора Жикиног кола. Ана је једном приликом рекла да је њен деда у борби на Солунском фронту изгубио вид и тако слеп компоновао ово коло. Свирао је фрулу и коло се брзо проширило међу војницима. Ана каже да су по речима њених родитеља српски војници скидали шлемове добијене од Француза, стављали шајкаче и играли Жикино коло. Дедини потомци су углавном наследили његову музикалност.